# Nanping, Helong
Nanping är en köpinghuvudort i Kina.   Den ligger i provinsen Jilin, i den östra delen av landet, 1 100 km öster om huvudstaden Peking. Nanping ligger 440 meter över havet och antalet invånare är 5 770. Befolkningen består av 2 177 kvinnor och 3 593 män. Barn under 15 år utgör 4,0 %, vuxna 15-64 år 85 %, och äldre över 65 år 9,0 %.
Terrängen runt Nanping är huvudsakligen kuperad. Nanping ligger nere i en dal. Runt Nanping är det ganska tätbefolkat, med 80 invånare per kvadratkilometer. Det finns inga andra samhällen i närheten. Trakten runt Nanping består till största delen av jordbruksmark.